# Metalectra edilis
Metalectra edilis är en fjärilsart som beskrevs av Smith 1906. Metalectra edilis ingår i släktet Metalectra och familjen nattflyn. Inga underarter finns listade i Catalogue of Life.